# 뒤집개

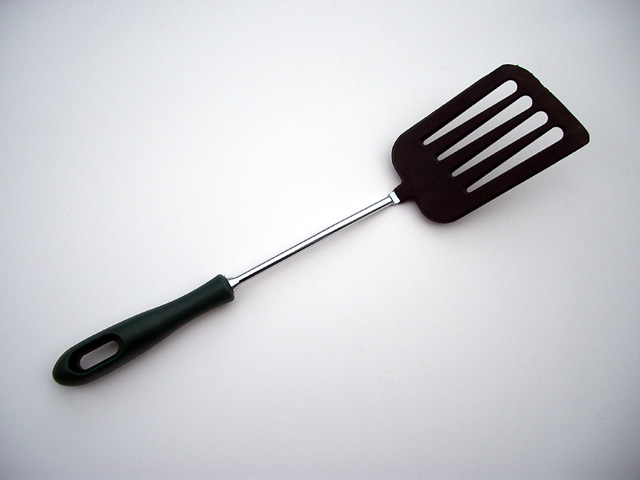
검은색 뒤집개의 모습.

뒤집개는 프라이팬 등에 요리를 할 때 음식을 뒤집는 조리기구이다.

## 사진 갤러리

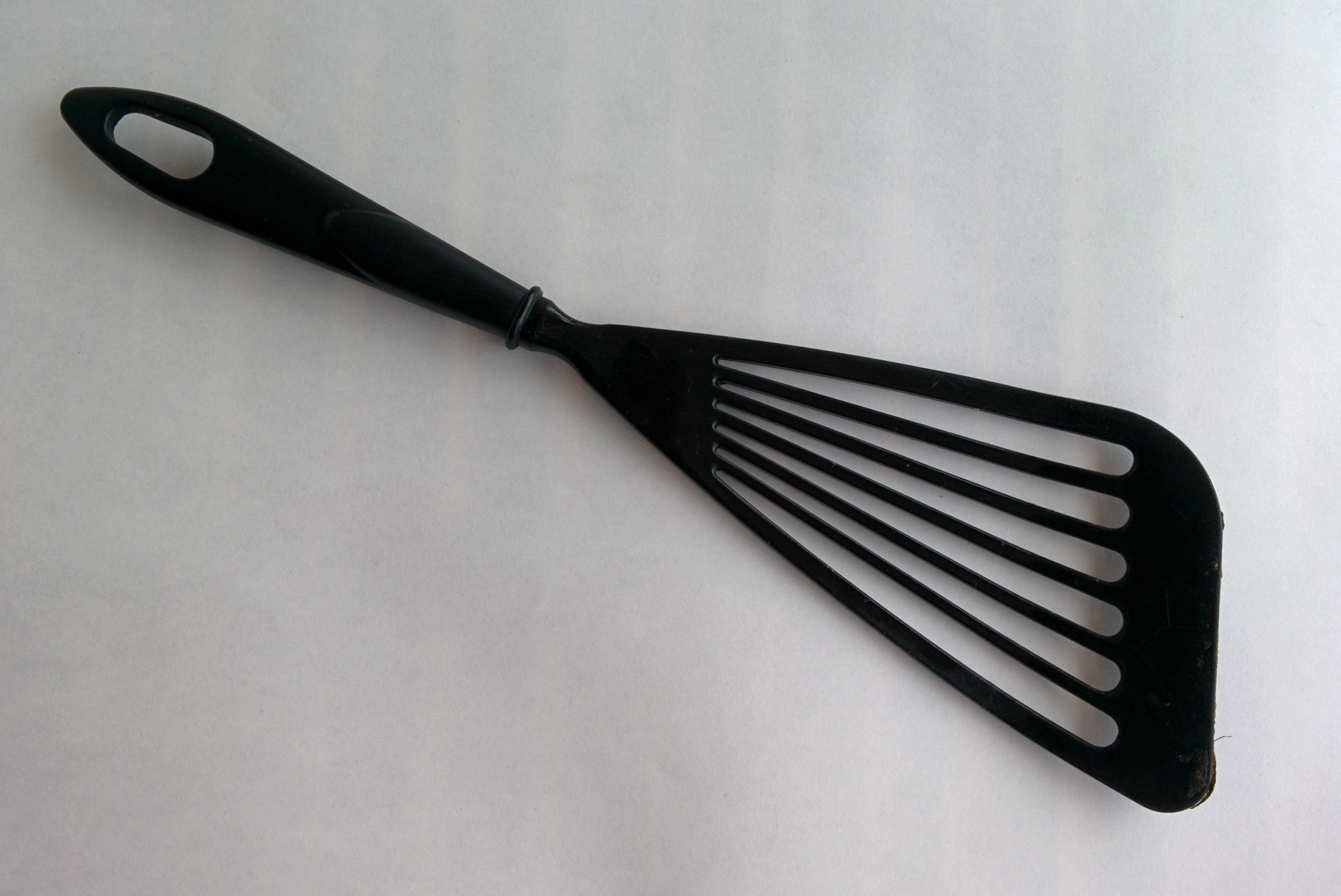
삼각 뒤집개의 모습.
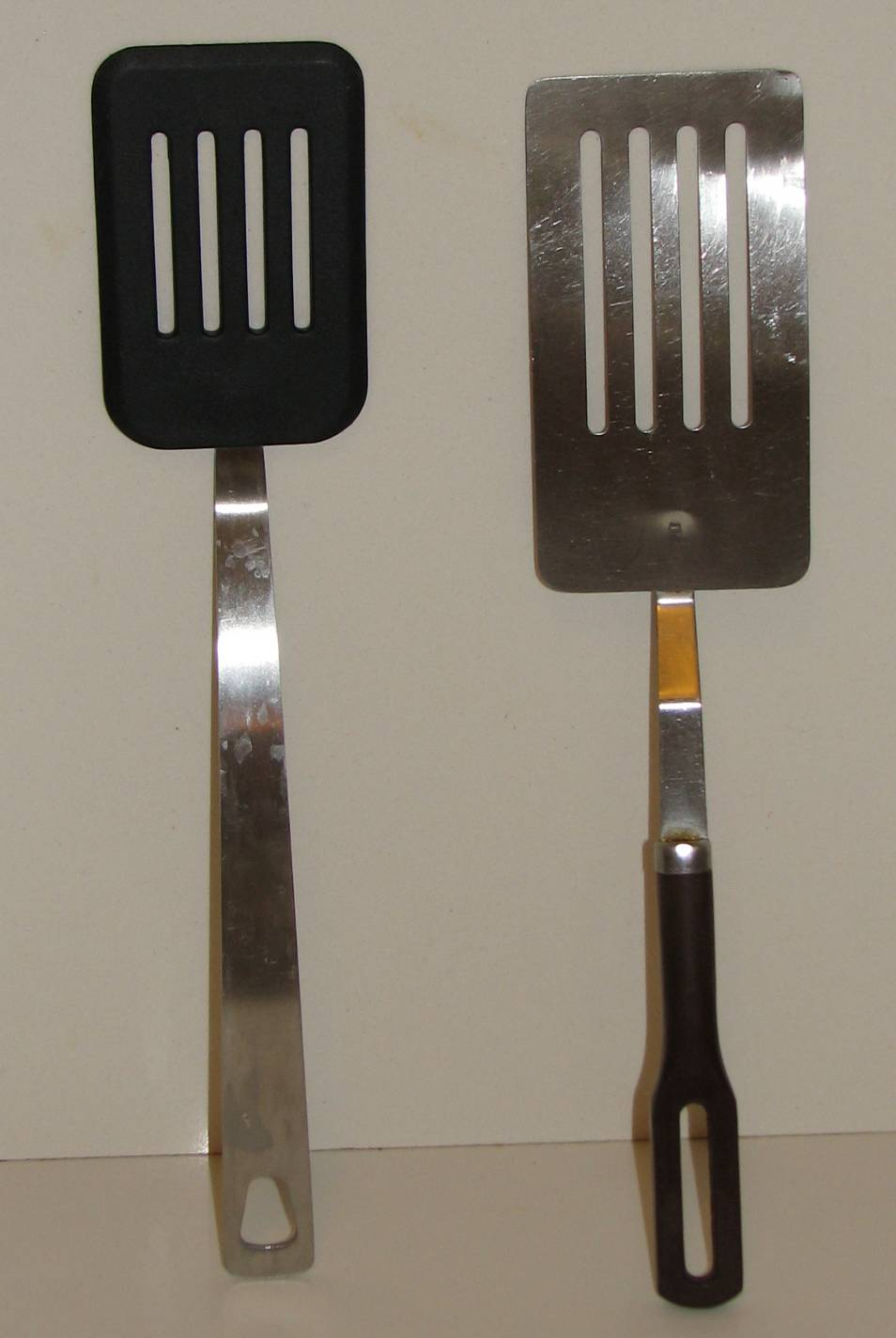
사각 뒤집개의 모습.
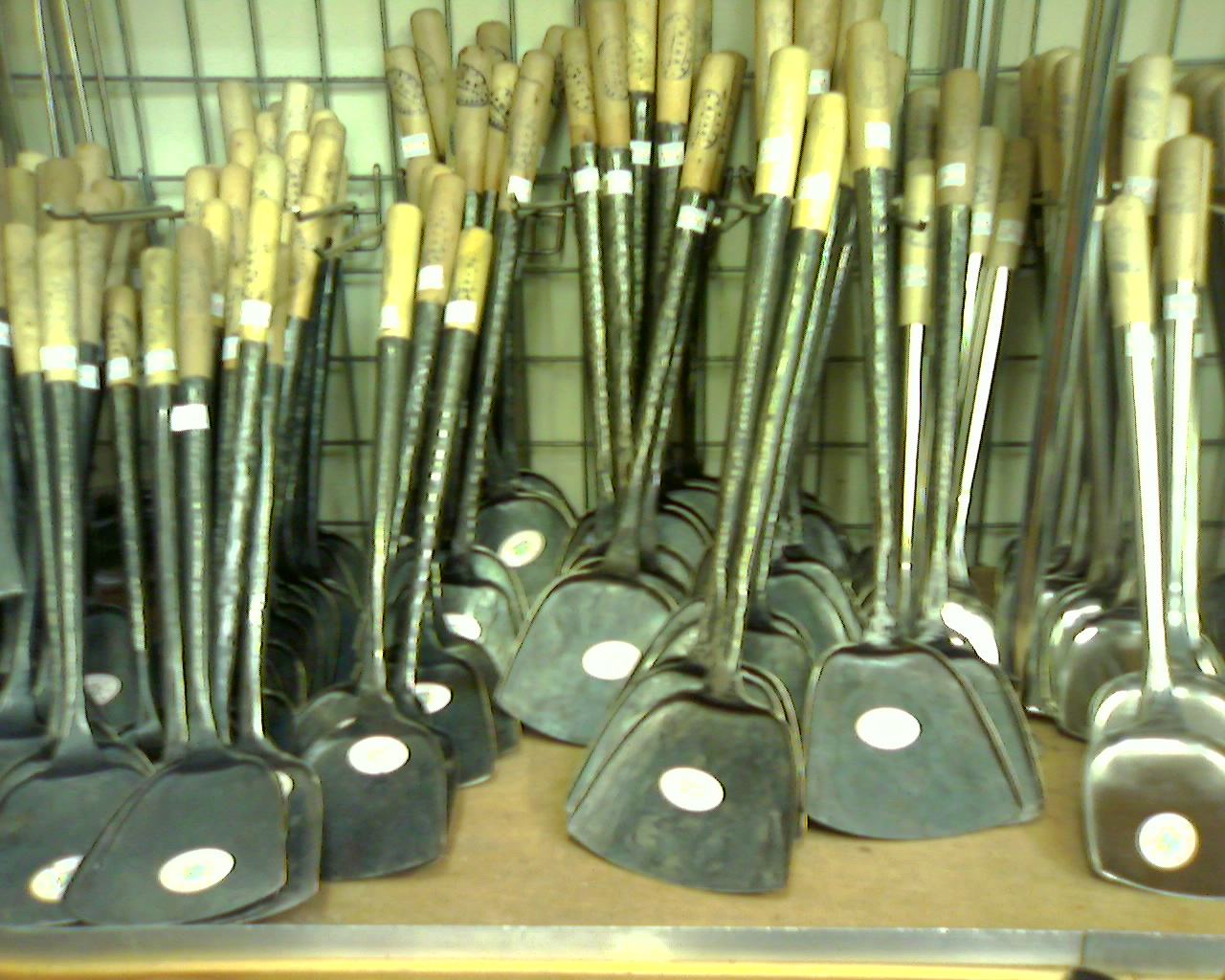
중국식 뒤집개의 모습.

## 같이 보기
- 스패튤러